# سال جهانی ژئوفیزیک

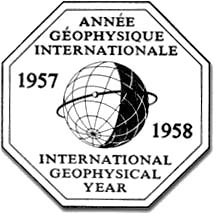
نماد رسمی سال جهانی ژئوفیزیک

سال جهانی ژئوفیزیک (فرانسوی: Année géophysique internationale‎؛ انگلیسی: International Geophysical Year) یک پروژهٔ علمی بین‌المللی بود که از ۱ ژوئیهٔ ۱۹۵۷ تا ۳۱ دسامبر ۱۹۵۸ ادامه داشت. این پروژه نشانگر پایان یک دورهٔ طولانی در خلال جنگ سرد بود که در آن تبادل علمی میان جهان غرب و جهان شرق به‌طور جدی قطع شده بود. اگرچه سرزمین اصلی جمهوری خلق چین، به‌عنوان یک استثناء قابل اشاره، به حضور جمهوری چین (تایوان) در این پروژه معترض بود، اما در مجموع شصت و هفت کشور در پروژه‌های سال جهانی ژئوفیزیک شرکت کردند. شرق و غرب توافق کردند که مارسل نیکولت بلژیکی را به‌عنوان دبیر کل سازمان بین‌المللی مربوطه نامزد کنند.
این پروژه دربرگیرندهٔ یازده عمل از علوم زمین بود: شفق قطبی، هواتاب، پرتو کیهانی، میدان مغناطیسی زمین، گرانش، فیزیک یونوسفر، اندازه‌گیری طول جغرافیایی و عرض جغرافیایی (نقشه‌برداری دقیق)، هواشناسی، اقیانوس‌نگاری، لرزه‌شناسی و فعالیت‌های خورشیدی. زمان‌بندی سال جهانی ژئوفیزیک به‌طور ویژه در تناسب با مطالعهٔ برخی از این پدیده‌ها تنظیم شده‌بود؛ چرا که این بازهٔ زمانی، اوج چرخه خورشیدی ۱۹ را پوشش می‌داد.
هم اتحاد شوروی و هم ایالات متحده، به‌مناسبت این رویداد ماهواره‌هایی مصنوعی را به فضا پرتاب کردند؛ اسپوتنیک-۱ شوروی، که در ۴ اکتبر ۱۹۵۷ پرتاب شد، نخستین ماهوارهٔ مصنوعی موفق جهان بود. سایر دستاوردهای قابل توجه سال جهانی ژئوفیزیک شامل اکتشاف کمربند وان آلن توسط اکسپلورر ۱ و توصیف خط‌الرأس‌های زیردریایی میان‌اقیانوسی می‌شد که تأییدی مهم برای زمین‌ساخت صفحه‌ای محسوب می‌شد.

## کشورهای شرکت‌کننده
کشورهایی که در سال جهانی ژئوفیزیک حضور داشتند به شرح زیر هستند:
- آرژانتین
- اتریش
- استرالیا
- برزیل
- بلژیک
- بلغارستان
- بولیوی
- برمه
- کانادا
- قلمرو سیلان
- شیلی
- کلمبیا
- کوبا
- چکسلواکی
- دانمارک
- دومینیکن
- اکوادور
- مصر
- اتیوپی
- فنلاند
- فرانسه
- آلمان شرقی
- آلمان غربی
- غنا
- یونان
- گواتمالا
- مجارستان
- ایسلند
- هند
- اندونزی
- ایران
- ایرلند
- اسرائیل
- ایتالیا
- ژاپن
- کرهٔ شمالی
- فدراسیون مالایا
- مکزیک
- مغولستان
- مراکش
- هلند
- نیوزیلند
- نروژ
- پاکستان
- پاناما
- پرو
- فیلیپین
- لهستان
- پرتغال
- فدراسیون رودزیا و نیاسالند
- رومانی
- آفریقای جنوبی
- اتحاد جماهیر شوروی
- اسپانیا
- سوئد
- سوئیس
- جمهوری چین
- تایلند
- تونس
- بریتانیا
  -  کنیا
  -  تانگانییکا
  -  اوگاندا
- ایالات متحده آمریکا
- اروگوئه
- ونزوئلا
- ویتنام شمالی
- ویتنام جنوبی
- یوگسلاوی